# Dysstroma filigrammaria
Dysstroma filigrammaria är en fjärilsart som beskrevs av Heydemann 1938. Dysstroma filigrammaria ingår i släktet Dysstroma och familjen mätare. Inga underarter finns listade i Catalogue of Life.